# Secció de bàsquet del Futbol Club Barcelona Plantilla 2009-2010
La Plantilla de bàsquet del Futbol Club Barcelona, era formada pels següents jugadors:
| FC Barcelona - Plantilla 2009-2010 |                     |            |              |            |
| Núm.                               | Jugador             | Posició    | Nacionalitat | Alçada (m) |
| 5                                  | Gianluca Basile     | Escorta    | Itàlia       | 1,92       |
| 8                                  | Jordi Trias         | Aler pivot | Catalunya    | 2,06       |
| 9                                  | Ricky Rubio         | Base       | Catalunya    | 1,92       |
| 10                                 | Jaka Lakovič        | Base       | Eslovènia    | 1,86       |
| 11                                 | Joan Carles Navarro | Escorta    | Catalunya    | 1,91       |
| 13                                 | Luboš Bartoň        | Aler pivot | Rep. Txeca   | 2,03       |
| 17                                 | Fran Vázquez        | Aler pivot | Espanya      | 2,09       |
| 21                                 | Boniface Ndong      | Pivot      | Senegal      | 2,13       |
| 23                                 | Terence Morris      | Aler       | Estats Units | 2,06       |
| 24                                 | Víctor Sada         | Base       | Catalunya    | 1,93       |
| 25                                 | Erazem Lorbek       | Pivot      | Eslovènia    | 2,08       |
| 33                                 | Pete Mickeal        | Aler       | Estats Units | 1,98       |
| 44                                 | Roger Grimau        | Escorta    | Catalunya    | 1,96       |

- Jugadors del planter habituals al primer equip:
  - 11 Álex Hernández (base)  Espanya
  - 14 Xavi Rabaseda (aler)  Catalunya
- Cos tècnic:[1]
  -  Xavier Pascual Vives (1r entrenador)
  -  Josep Berrocal i  Agustí Julbe (ajudants)
  -  Toni Caparrós (preparador físic)
  -  Dr. Gil Rodas (metge)
  -  Xavier Montolio (delegat)
  -  Toni Bové (fisioterapeuta)
  -  Eduard Torrent (massatgista)
  -  Íñigo Zorzano